# Ситниковский сельсовет (Волоколамский район)
Ситниковский сельсовет — упразднённая административно-территориальная единица, существовавшая на территории Московской губернии и Московской области до 1954 года.
Ситниковский сельсовет возник в первые годы советской власти. По состоянию на 1921 год он входил в Аннинскую волость Волоколамского уезда Московской губернии.
По данным 1926 года в состав сельсовета входили 2 населённых пункта — Ситниково и Чеблаково.
В 1929 году Ситниковский с/с был отнесён к Волоколамскому району Московского округа Московской области. При этом к нему был присоединён Татищевский с/с.
17 июля 1939 года к Ситниковскому с/с были присоединены селения Капустино и Лелявино упразднённого Веригинского с/с.
4 января 1952 года селения Богданово и Татищево были переданы из Ситниковского с/с в Никитский с/с, а селение Лелявино — в Никольский с/с.
14 июня 1954 года Ситниковский с/с был упразднён: вместе с Ефремовским с/с он был объединён в Строковский сельсовет.